# Jacob ben Nissim
Jacob ben Nissim ibn Shahin va ser un filòsof i matemàtic jueu que va viure a la ciutat de Kairuan, a Tunísia, durant el segle x, va viure al mateix segle que el Rabí Saadia Gaon. A petició de Jacob, el Rabí Sherira Gaon va escriure un comentari de la Mixnà. Jacob és l'autor d'un comentari de l'obra cabalística Séfer Yetsirà. Jacob ben Nissim afirma en la introducció del comentari, que Saadia Gaon, mentre residia a Egipte, solia respondre a les preguntes d'Isaac ben Salomon de Kairuan, i que aquest, en llegir els textos de Saadia Gaon, no podia comprendre les respostes. Jacob per tant va decidir escriure un altre comentari. En la introducció d'aquest comentari, Jacob va escriure sobre Galè, afirmava sobre el mateix que aquest metge era un jueu anomenat Gamaliel. La traducció hebrea del comentari del Rabí Jacob encara existeix en un manuscrit. Jacob ben Nissim va escriure una obra sobre matemàtiques índies, sota el títol Hisab al-Ghubar (en hebreu: האבק חשבון). El Rabí Jacob ben Nissim va esdevenir més tard el director de la ieixivà (roix ieixivà) de Kairuan.

## Família
El Rabí Nissim ben Jacob va ser el seu fill i el seu estudiant (en la literatura rabínica posterior es refereixen a ell com Rabeinu Nissim (el nostre rabí Nissim) (en hebreu: רבנו ניסים).